# Köstliche aus Charneux

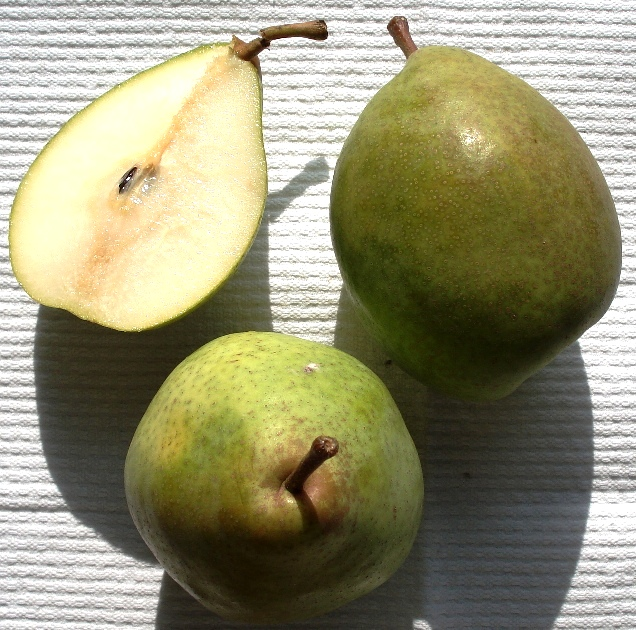
Birnen der Sorte Köstliche aus Charneux

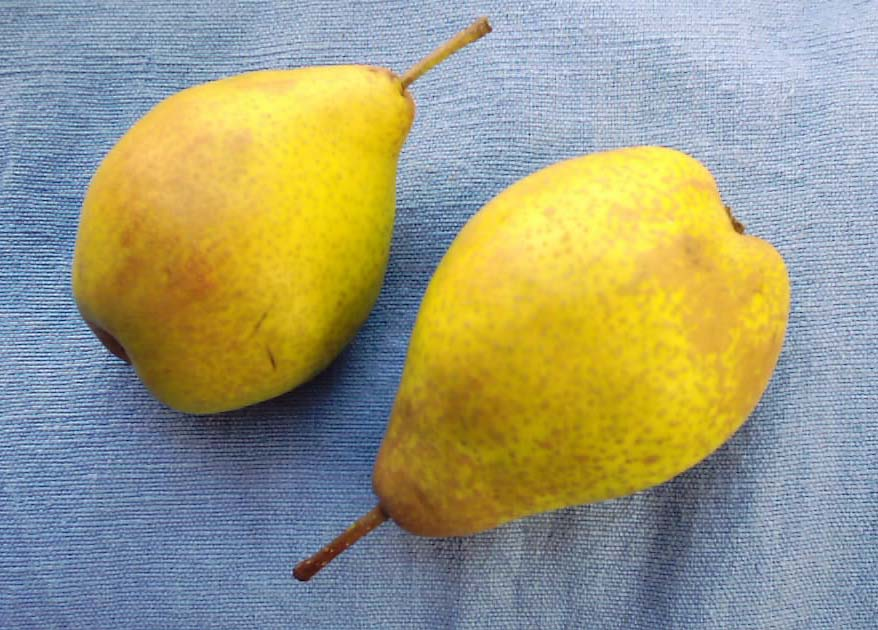
Köstliche aus Charneux (sehr reif)

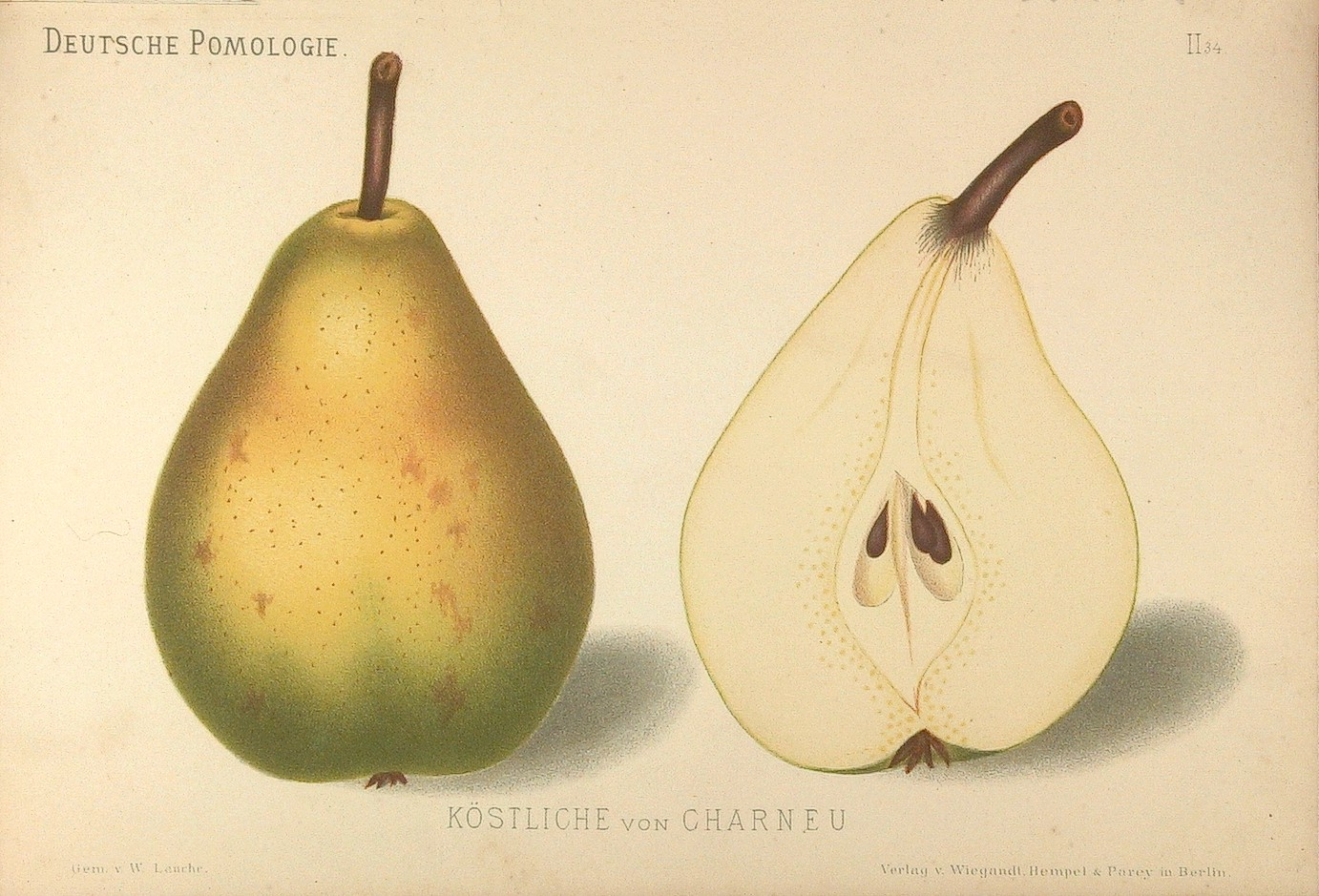
Köstliche aus Charneux (Zeichnung Wilhelm Lauche)

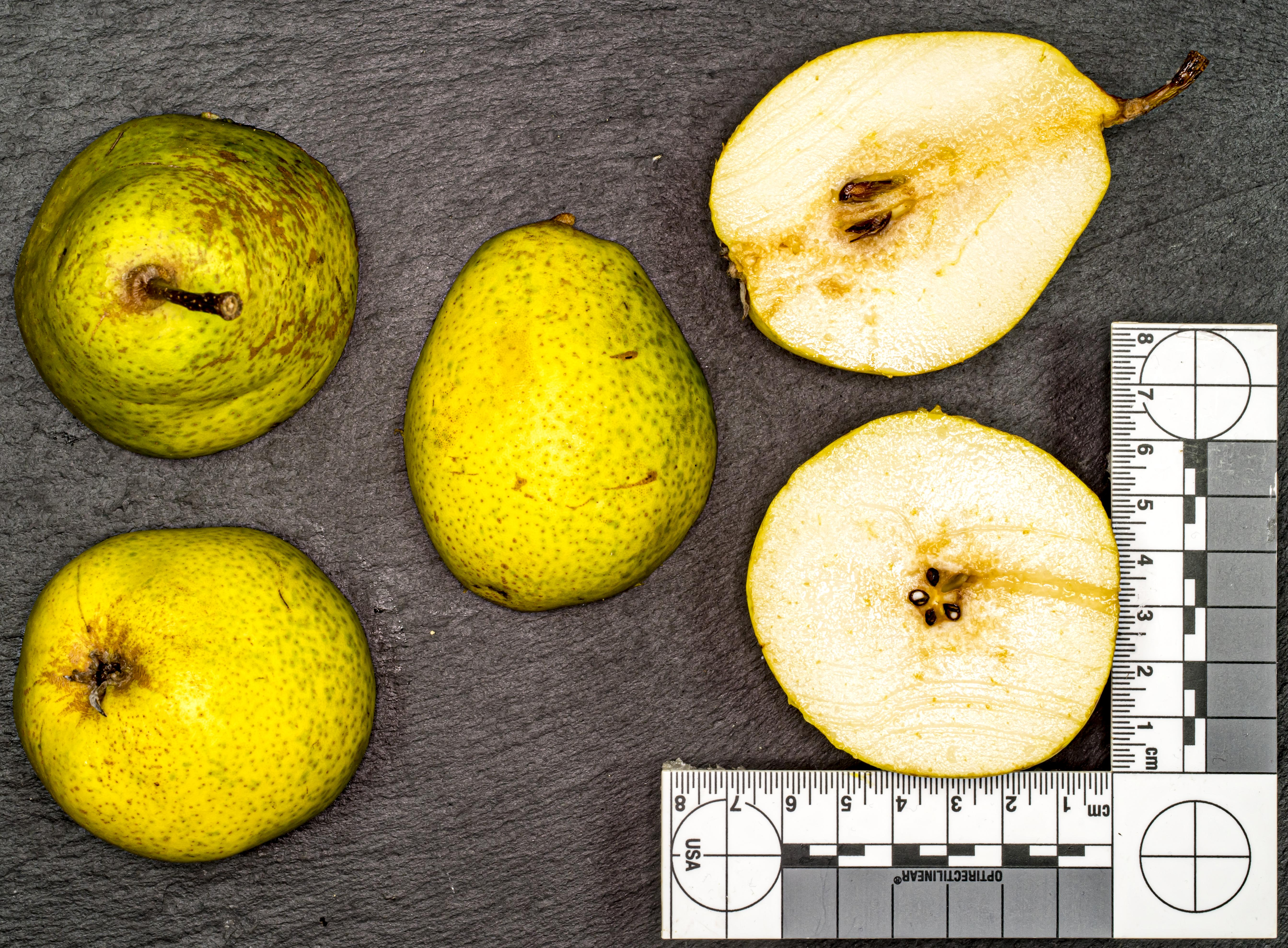
Querschnitte

Köstliche aus Charneux auch Köstliche von Charneux, Köstliche von Charneau (Synonyme: Legipont, Grashoffs Leckerbissen, Fondante de Charneu und in Norddeutschland Bürgermeisterbirne) ist eine alte Birnensorte, die als Zufallssämling entstand und ca. 1800 in Charneux (heute Teil der Stadt Herve in der belgischen Provinz Lüttich) auf dem Gut von M. Legipont gefunden wurde.
Ab 1828 wurde die Köstliche aus Charneux von Wilhelm Walker, Gärtner an der Königlich Württembergischen Land- und Forstwirtschaftlichen Lehranstalt in Hohenheim verbreitet.
In den 1920er Jahren war die Köstliche aus Charneux eine der drei Birnensorten, die zu Reichsobstsorten gewählt wurden.

## Beschreibung
Die Frucht ist mittelgroß bis groß (75–100 mm hoch) bei einem Durchmesser von ca. 60 mm und birn- bis kegelförmig. Die dünne Schale hat eine grüne Grundfarbe, die sich mit zunehmender (Über-)Reife gelb färbt – auf der von der Sonne beschienenen Seite bildet sich eine hell- bis dunkelrote Deckfarbe heraus. Die Schale weist zahlreiche Punkte auf, die zunächst von einer braungrünen, später rötlichen Farbe umgeben sind. Das feine Fruchtfleisch ist weiß bis hellgelb, süß und sehr saftig mit einem feinen Aroma bei wenig Säure.
Die meist als Tafelbirne genutzte Frucht wird Ende September bis Mitte Oktober pflückreif und ist bis November genussreif.
Der schnellwüchsige, für alle Erziehungsformen geeignete Baum bildet (ohne Pflege/Erziehung) schmale, pyramidale Kronen. Er verlangt nach nährstoffreichen, feuchten und tiefgründigen Standorten.